# تمیس پانو
تمیس پانو (یونانی: Θέμης Πάνου؛ زادهٔ) هنرپیشه اهل کشور یونان است. وی نخستین و تنها بازیگر اهل کشور یونان است که از جشنواره فیلم ونیز برنده جایزهٔ بهترین بازیگر شده است.